# Zhongyuanus
Zhongyuanus es un género extinto de ave no voladora perteneciente a la familia de los gastornítidos que vivió a principios del Eoceno en China. Solo se conoce una especie, Zhongyuanus xichuanensis. El fósil en que se basa, un tibiotarso, fue hallado en la provincia de Honan en 1976.

## Diagnosis
La superficie externa articular del cóndilo del tibiotarso se extiende más allá de la línea del lado exterior del tibiotarso. El cóndilo articular externo forma un ángulo en forma de "V"  con el interno, mientras que la superficie interna y el cóndilo interno forma una tuberosidad en forma de "T". El margen superior del fósil muestra un puente supratendinal óseo proyectándose hacia afuera y el margen inferior del puente se proyecta hacia adentro. El puente supratendinal óseo estaba situado hacia el lado interno del tibiotarso.